# مختبر شلالات سانت أنطوني

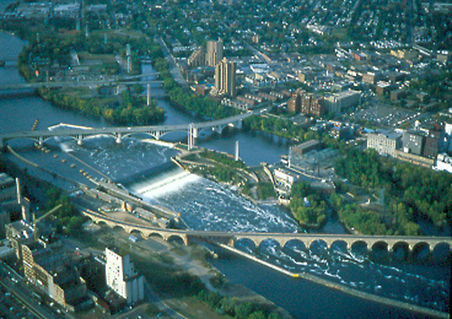
مشهد ملتقط من الجو لوسط مدينة منيابولس وشلالات سانت أنطوني. ويقع المختبر على جزيرة هينيبين، أسفل الصورة وإلى الجانب الأيمن من منتصفها، بجانب قنوات تصريف فائض المياه. ويوجد بجواره مصنع الطاقة المائية الذي تشغله شركة إكسل إنرجي.

مختبر شلالات سانت أنطوني (الاسم السابق: معمل شلالات سانت أنطوني المائي) هو معمل أبحاث يقع في جزيرة هينيبين في نهر المسيسيبي في منيابولس، مينيسوتا، الولايات المتحدة الأمريكية. ويتركز أبحاثه الرئيسية على «الهندسة والبيئة والأحياء وآليات السوائل الجيوفيزيائية». وهو تابع لجامعة مينيسوتا.
يتميز المختبر بأن موقعه بجانب شلالات سانت أنطوني يتيح له استخدام طاقة الضغط الهيدروليكي من الشلال لتوفير المياه للعديد من التجارب.
تتنوع التجارب التي يتم إجراؤها في المختبر، وتشمل:
- أعمال الهندسة المدنية والبيئية المتعاقد عليها، مثل بناء السدود وإزالتها
- فهم حركيات نظام النهر
- العمل في التنقيب عن النفط للتعرف على خصائص الرواسب في أنظمة الدلتا
- العمل على فهم التفاعلات بين تدفق السوائل وبيئة الأنهار
- العمل على فهم فجوات السوائل لبناء دافعات أفضل

ويعد مختبر شلالات سانت أنطوني أيضًا المقر الرئيسي للمركز الوطني لحركيات سطح الأرض، وهو مؤسسة علمية وطنية تابعة لمركز العلوم والتكنولوجيا.

## برامج البحث
تشمل أبحاث مختبر شلالات سانت أنطوني أعمال العديد من المجالات، مثل الهندسة المدنية والمائية وعلم المياه وعلم البيئة وعلم طبقات الأرض. وقد بدأت الأبحاث في مختبر شلالات سانت أنطوني في العقد الأول من القرن الحادي والعشرين بصفتها المقر الرئيسي للمركز الوطني لحركيات سطح الأرض (NCED). وتشمل مرافق مختبر شلالات سانت أنطوني القناة الرئيسية، التي يمكن من خلالها نقل مياه نهر الميسيسيبي لتجارب تتعلق بنقل الرواسب واسعة النطاق؛ وأحواض الدلتا المصممة لبناء طبقات أرضية يتم استخدامها في التجارب؛ ومنشأة سطح الأرض التجريبية (XES، التي يطلق عليها «الخزان الجوراسي»)، كحوض داعم لنمذجة الرواسب واسعة النطاق؛ ومختبر المجرى الخارجي، الذي يستخدم لفهم عمليات الغرين وبيئة الشواطئ على نطاق أقرب إلى الحقل؛ والعديد من المعدات الأخرى. ويشتهر المختبر بسرعة تكوين وتدمير الأجهزة التجريبية، ويتضمن ذلك نماذج الأنهار ذات النطاق الكامل لفهم تأثيرات إزالة السدود.
ويستخدم علماء طبقات الأرض في مختبر شلالات سانت أنطوني النماذج المادية التناظرية لأنظمة الغرين والرسوبيات لفهم أسباب تكون القنوات النهرية وحركتها، وكذلك لإعادة تاريخ الأحداث الذي ينتج بشكل محدد مجموعات طبقات أرضية. وأشار الباحثون بشأن أصول تكون القنوات إلى أهمية نمو النباتات في تجمع القنوات المتفرعة في نظام مجرى واحد (وكثيرًا ما يكون متعرجًا). أكدت الأبحاث التي تم إجراؤها على دلتا الطمي إحصائيات التدفق وخطرها المحتمل على الحياة والممتلكات، وأظهرت دورة انعكاس أنماط تخزين الرواسب وتحررها التي تحدد أشكال الشواطئ قصيرة المدى، وارتبط ذلك بطبقات أرض متسلسلة إلى جانب العمليات التي تكون سجل ترتيب طبقات الأرض.